# Villafrati
Villafrati (sicilià Villafrati) és un municipi italià, dins de la ciutat metropolitana de Palerm. L'any 2007 tenia 3.364 habitants. Limita amb els municipis de Baucina, Bolognetta, Cefalà Diana, Ciminna, Marineo i Mezzojuso.

## Administració
| Període | Identitat       | Partit        |
| ------- | --------------- | ------------- |
| 2008-   | Giuseppe Scalzo | Llista cívica |